# Kvävevätesyra
Kvävevätesyra eller väteazid är en färglös, flyktig, och mycket explosiv syra. Det är en kemisk förening av kväve och väte med formeln HN3.

## Egenskaper
Kvävevätesyra är en svag syra (pKa = 4,6 – 4,7) som kan lösa många oädla metaller (till exempel bly, zink, järn dock inte aluminium, rostfritt stål eller titan) och bilda azider. Azider är explosiva salter som i övrigt liknar halogen-salter (dålig löslighet i vatten etc.).
Syran i sig har dock mycket god löslighet i vatten. En lösning med < 20 % kvävevätesyra är inte explosiv.

## Framställning
Kvävevätesyra framställs genom att blanda salpetersyrlighet (HNO2) med ett överskott av hydrazin (N2H4).
{\displaystyle {\rm {N_{2}H_{4}+HNO_{2}\rightarrow HN_{3}+2\ H_{2}O}}}
En del kvävevätesyra går förlorad genom reaktion med kvarvarande salpetersyrlighet.
{\displaystyle {\rm {HN_{3}+HNO_{2}\rightarrow N_{2}+N_{2}O+H_{2}O}}}